# کورت روس
کورت روس (آلمانی: Kurt Russ؛ زادهٔ ۲۳ نوامبر ۱۹۶۴) بازیکن سابق و مربی فوتبال اهل اتریش است.
از باشگاه‌هایی که در آن بازی کرده‌است می‌توان به باشگاه فوتبال لاسک، باشگاه فوتبال فرست وینا، و باشگاه فوتبال تیرول اینسبروک اشاره کرد.
وی همچنین در تیم ملی فوتبال اتریش بازی کرده‌است.